# There Is a Balm in Gilead
"There Is a Balm in Gilead" (em português: Há um Bálsamo em Gileade) é um Spiritual tradicional afro-americano. A data da composição não é clara, embora a música remonte pelo menos ao século XIX.
O “Bálsamo de Gileade” é uma referência do Antigo Testamento, mas a letra deste Spiritual se refere ao conceito do Novo Testamento de salvação por meio de Jesus Cristo. O Bálsamo de Gileade é interpretado como um remédio espiritual capaz de curar Israel (e os pecadores em geral). No Antigo Testamento, o bálsamo de Gileade é tirado mais diretamente de Jeremias capítulo 8, versículo 22: “Não há bálsamo em Gileade? Não tem médico aí? Por que então não há cura para as feridas do meu povo?" (Outra alusão também pode ser encontrada em Jeremias capítulo 46, versículo 2 e 11: “Esta é a mensagem (do Senhor) contra o exército do Faraó Neco... Suba a Gileade e pegue o bálsamo, ó Virgem Filha do Egito, mas multiplicai remédios em vão; aqui não há cura para vós”.
A primeira aparição do Spiritual em algo próximo à sua forma atual é incerta. Uma versão do refrão pode ser encontrada no hino de 1854 de Washington Glass "The Sinner's Cure" (veja o link abaixo), onde está em 7s.6s.7s.6s, em vez da métrica comum do refrão de hoje. Glass atribuiu esse hino a si mesmo, mas, como vários dos hinos assim atribuídos, é substancialmente obra de outro. Ele anexou a um dos Olney hymns de John Newton de 1779 este refrão:
| Original                        | Tradução                               |
| ------------------------------- | -------------------------------------- |
| There is balm in Gilead,        | Há bálsamo em Gileade,                 |
| To make the wounded whole;      | Para curar os feridos;                 |
| There's power enough in heaven, | Há poder suficiente no céu,            |
| To cure a sin-sick soul.        | Para curar uma alma enferma de pecado. |

Não há menção ao bálsamo de Gileade no poema de Newton, mas começa:
| Original                   | Tradução                                |
| -------------------------- | --------------------------------------- |
| How lost was my condition  | Quão perdida estava minha condição      |
| Till Jesus made me whole!  | Até Jesus me curar!                     |
| There is but one Physician | Há apenas um médico                     |
| Can cure a sin–sick soul.  | Pode curar uma alma doente pelo pecado. |

As semelhanças no refrão tornam provável que tenha sido escrito para o verso de Newton.
A edição de 1973 do cancioneiro Batista Primitivo de 1925, Harp of Ages, tem uma canção não atribuída "Balm in Gilead" com um coro semelhante, mas versos tirados de um hino Charles Wesley: "Father I Stretch My Hands to You".
O segundo versículo citado abaixo "If you can't..." ("Se você não puder...") também é encontrado em algumas versões de outro conhecido espiritual "(Walk That) Lonesome Valley." ((Ande por Aquele) Vale Solitário.) "Versos errantes", como são frequentemente chamados, são bastante comuns no contexto de reuniões campais e de avivamento, e já foram encontrados por volta de 1800 na comunidade afro-americana, como mostrado por Richard Allen em "Uma coleção de hinos e canções espirituais Selecionado de vários autores." de 1801.

## Letras Tradicionais
| Original                        | Tradução                             |
| ------------------------------- | ------------------------------------ |
| Chorus:                         | Refrão:                              |
| There is a balm in Gilead       | Existe um bálsamo em Gilead          |
| To make the wounded whole;      | Para curar os feridos;               |
| There is a balm in Gilead       | Existe um bálsamo em Gilead          |
| To heal the sin-sick soul.      | Para curar a alma enferma de pecado. |
| Some times I feel discouraged,  | Algumas vezes me sinto desanimado,   |
| And think my work’s in vain,    | E acho que meu trabalho é em vão,    |
| But then the Holy Spirit        | Mas então o Espírito Santo           |
| Revives my soul again.          | Revive minha alma novamente.         |
| (Chorus)                        | (Refrão)                             |
| If you cannot sing like angels, | Se você não pode cantar como anjos,  |
| If you can’t preach like Paul,  | Se você não pode pregar como Paulo,  |
| You can tell the love of Jesus, | Você pode dizer o amor de Jesus,     |
| And say He died for all.        | E diga que Ele morreu por todos.     |
| (Chorus)                        | (Refrão)                             |

## Letras Alternativas
| Original                         | Tradução                             |
| -------------------------------- | ------------------------------------ |
| Chorus:                          | Refrão:                              |
| There is a balm in Gilead,       | Há um bálsamo em Gilead,             |
| To make the wounded whole;       | Para curar os feridos;               |
| There is a balm in Gilead,       | Há um bálsamo em Gilead,             |
| To heal the sin-sick soul.       | Para curar a alma enferma de pecado. |
| Sometimes I feel discouraged,    | Às vezes me sinto desanimado,        |
| And think my work’s in vain,     | E acho que meu trabalho é em vão,    |
| But then the Holy Spirit         | Mas então o Espírito Santo           |
| Revives my soul again.           | Revive minha alma novamente.         |
| (Chorus)                         | (Refrão)                             |
| If you cannot preach like Peter, | Se você não pode pregar como Pedro,  |
| If you cannot pray like Paul,    | Se você não pode orar como Paulo,    |
| You can tell the love of Jesus,  | Você pode dizer o amor de Jesus,     |
| And say He died for all.         | E diga que Ele morreu por todos.     |
| (Chorus)                         | (Refrão)                             |
| Don't ever feel discouraged,     | Nunca se sinta desanimado,           |
| 'Cause Jesus is your friend,     | Porque Jesus é seu amigo,            |
| And if you lack for knowledge,   | E se você carece de conhecimento,    |
| He'll not refuse to lend.        | Ele não se recusará a emprestar.     |
| (Chorus)                         | (Refrão)                             |